# 卡拉斯泰
卡拉斯泰是愛沙尼亞塔爾圖縣佩普西埃雷市镇的非独立市，位於佩普西湖西岸，海拔高度79米，面積1.9平方公里，始建於十八世紀，大部分居民是俄羅斯人。
卡拉斯泰原是一个独立的城市型市镇。2017年爱沙尼亚行政改革后，卡拉斯泰与其他市镇一起合并为新的佩普西埃雷市镇。

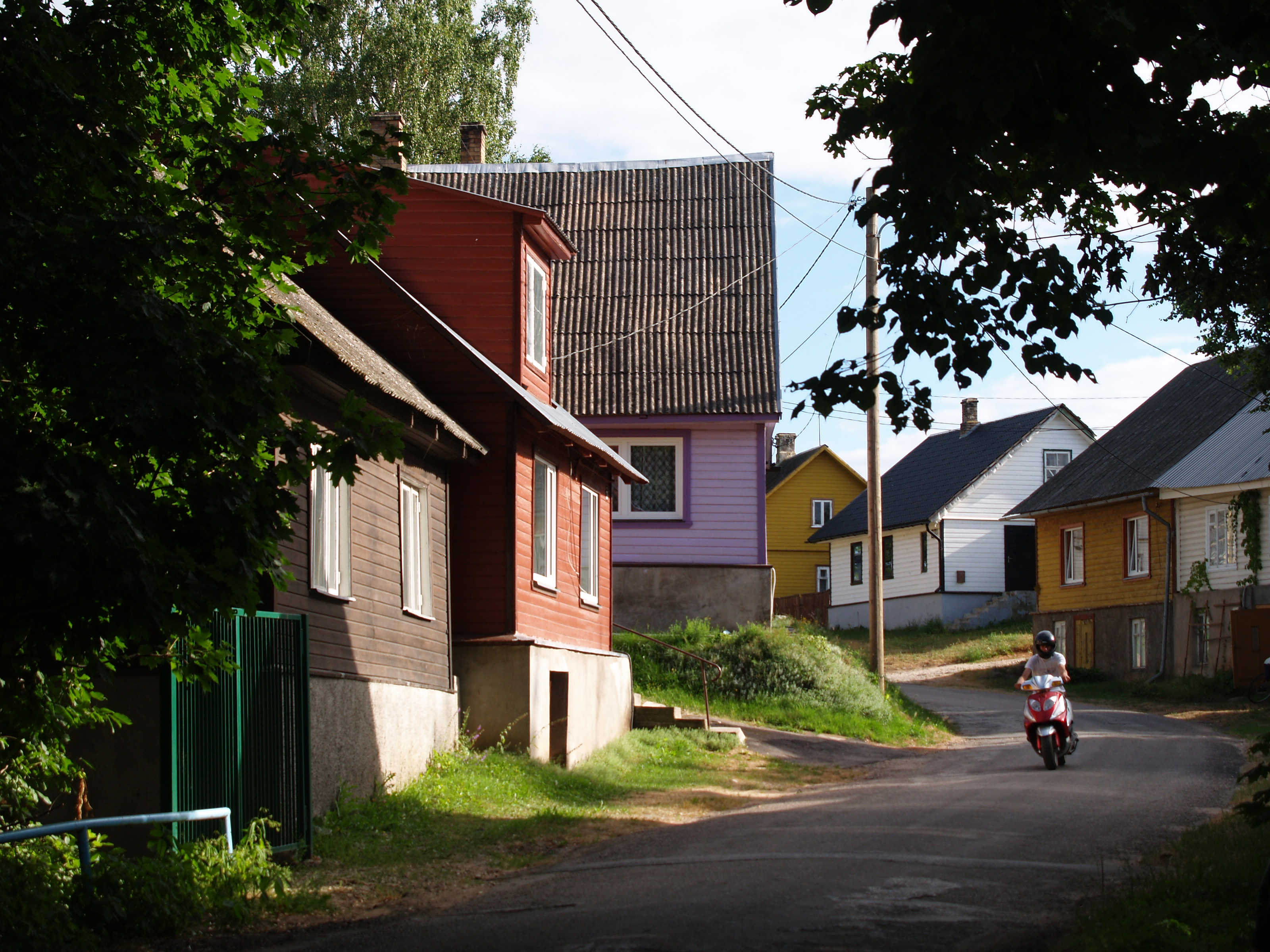
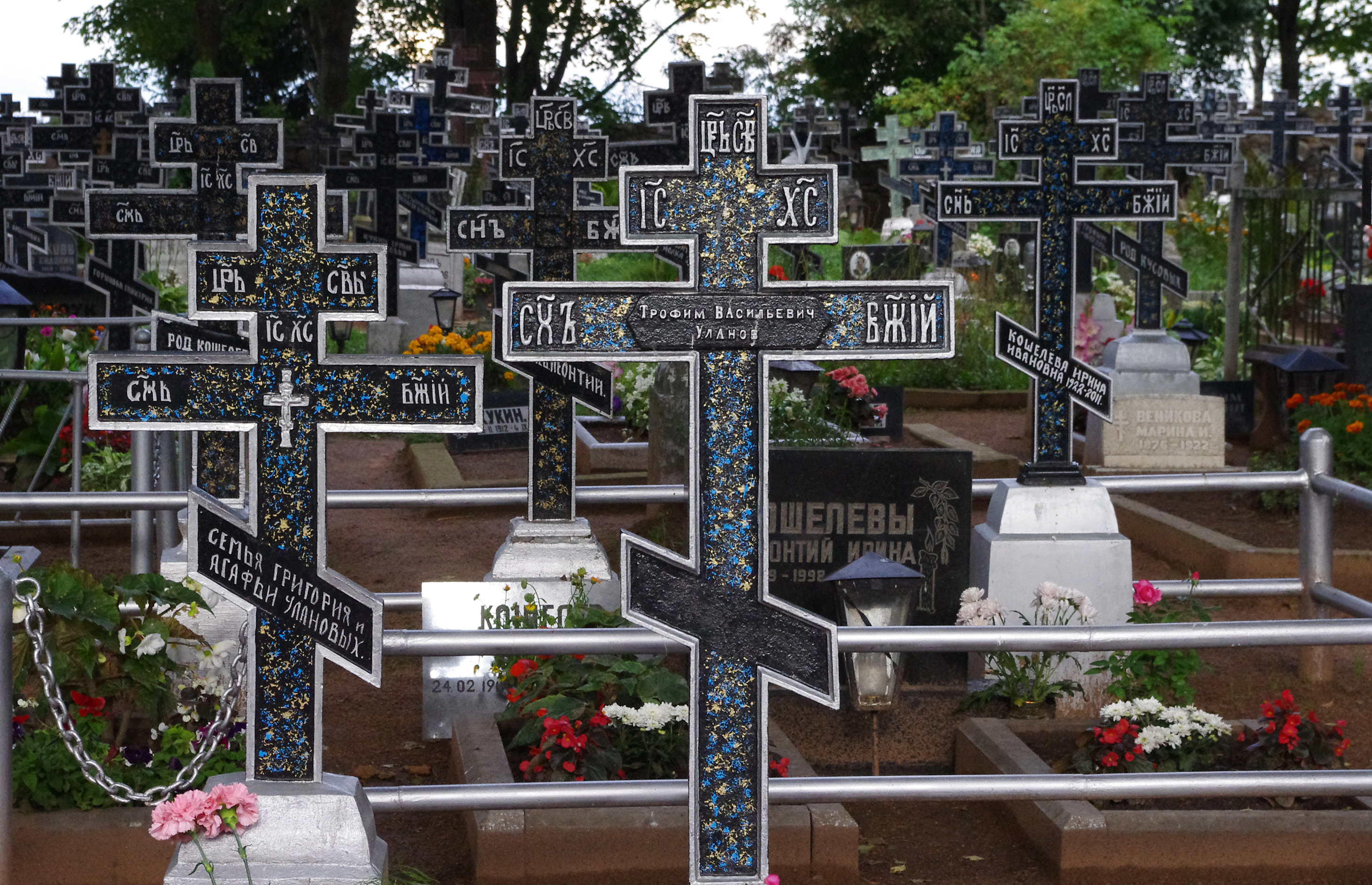
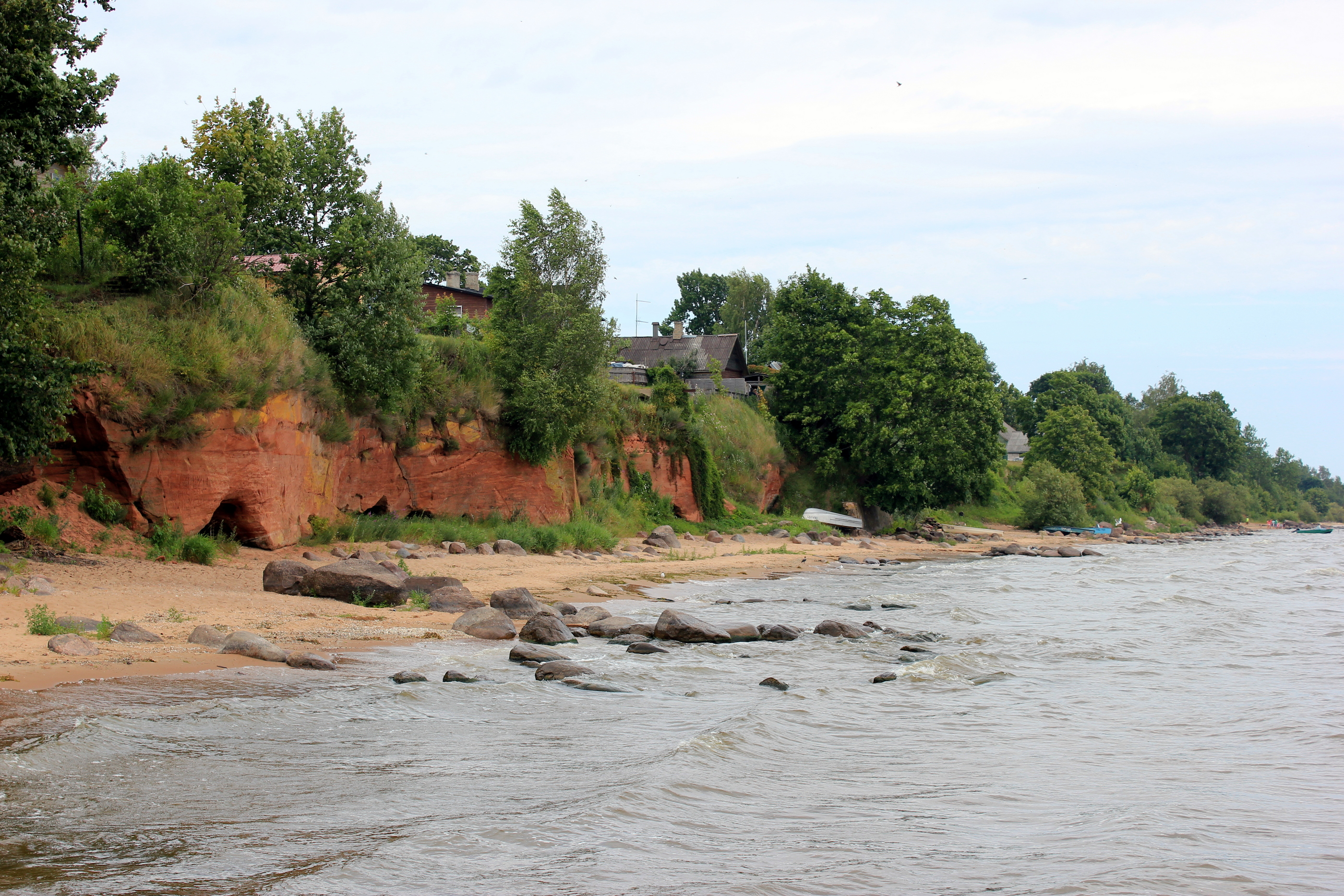
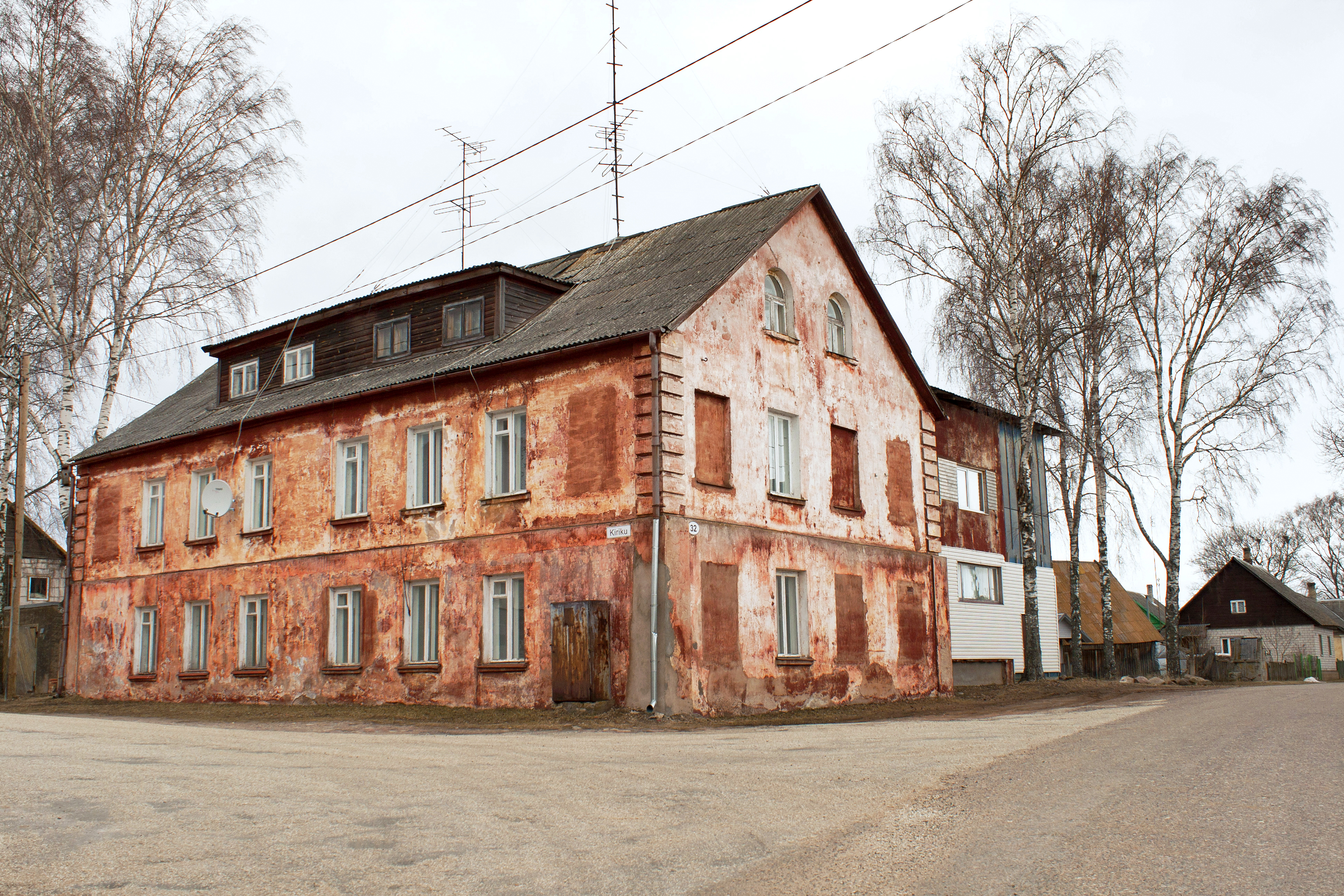

## 外部連結
- 佩普西埃雷市镇官方网站 （愛沙尼亞語）